# William Sohmer

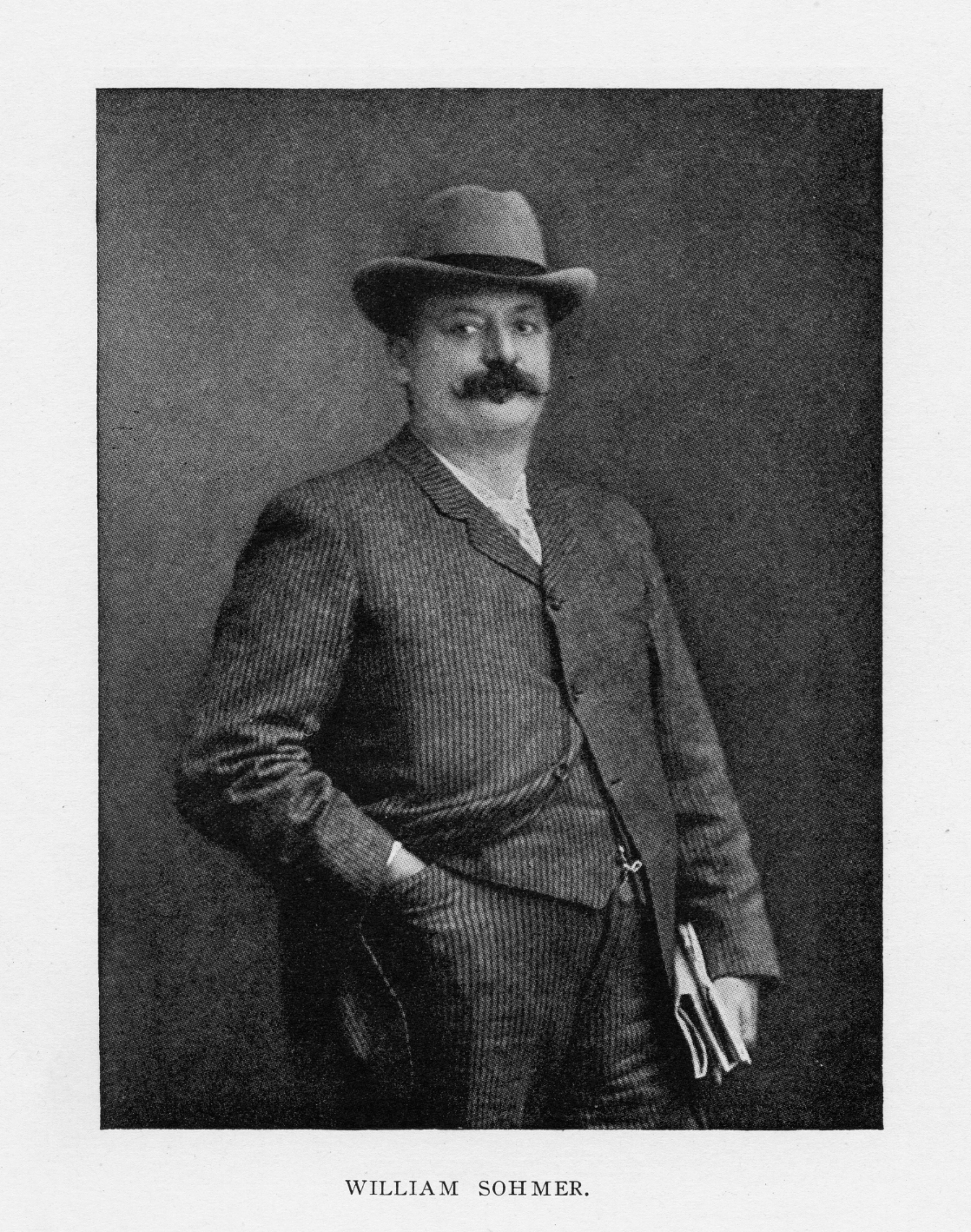
William Sohmer

William Sohmer (* 26. Mai 1852 in Dunningen, Königreich Württemberg; † 2. Februar 1929 in New York City) war ein US-amerikanischer Politiker.

## Werdegang
William Sohmer wanderte 1858 mit seiner Familie in die Vereinigten Staaten ein. Sie ließen sich in New York nieder, wo sein älterer Bruder Hugo 1872 Sohmer & Co. gründete. Sein Vater war ein Arzt (Physician) und kümmerte sich um eine gute Ausbildung seiner Söhne. 1872 trat William Sohmer in das Versicherungsgeschäft ein und wurde schließlich Präsident der Niagara Fire Insurance Company.
Sohmer saß 1890, 1891 und 1892 für den 10. Bezirk (New York County) in der New York State Assembly. Danach wurde er zum Deputy Tax Commissioner ernannt. Bei seiner Kandidatur im Jahr 1894 für den Posten als Sheriff vom New York County erlitt er eine Niederlage. 1895 wurde er zum Register vom New York County gewählt und 1897 zum Clerk im New York County. Er saß 1904 erneut für den 10. Bezirk (New York County) in der New York State Assembly, sowie 1907 und 1908 für den 12. Bezirk im Senat von New York. Bei den Wahlen im Jahr 1910 wurde er als Demokrat zum New York State Comptroller gewählt. Seine Wiederwahl erfolgte 1912 durch die Demokraten und die Independence League. Bei seiner Wiederwahlkandidatur im Jahr 1914 erlitt er eine Niederlage. 1912 nahm er als Delegierter an der Democratic National Convention in Baltimore (Maryland) teil. Von 1910 war er Treasurer der Tammany Hall.